# Теотокис, Николаос
Нико́лаос Теото́кис (греч. Νικόλαος Θεοτόκης; 1878, Керкира — 15 ноября 1922, Афины) — греческий политик и министр. Один из приговорённых к смерти после Процесса шести в октябре 1922 года.

## Биография
Николаос Теотокис родился в 1878 году на острове Керкира. Старший сын юриста и будущего премьер-министра Греции Георгиоса Теотокиса (1844—1916). Брат будущего премьер-министра Греции Иоанниса Теотокиса (1880—1960) и Заиры Теотоки, сын которой, Георгиос Раллис (1918—2006), также стал премьер-министром страны.
Учился в Афинах, Париже и Берлине. Был послом Греции в Берлине.

## Малая Азия
В 1919 году, по мандату Антанты, греческая армия заняла западное побережье Малой Азии. В дальнейшем Севрский мирный договор 1920 года закрепил контроль региона за Грецией, с решением судьбы региона через 5 лет, на референдуме населения:16.
Завязавшиеся здесь бои с кемалистами приобрели характер войны, которую греки были вынуждены вести уже в одиночку. Из союзников, Италия, с самого начала поддержала кемалистов, Франция, решая свои задачи, также оказывала им поддержку. Греческая армия удерживала свои позиции. Геополитическая ситуация изменилась коренным образом и стала роковой для греческого населения Ионии, после парламентских выборов в Греции, в ноябре 1920 года. Под лозунгом «мы вернём наших парней домой» и получив поддержку, значительного тогда, мусульманского населения, на выборах победили монархисты:25.
Теотокис баллотировался с монархистской «Народной партией» и был избран депутатом парламента от Керкиры и стал министром юстиции в правительстве Н. Калогеропулоса в январе 1921 года.

## Министр
Возвращение в Грецию германофила короля Константина освободило союзников от обязательств по отношению к Греции. Уинстон Черчилль, в своей работе «Aftermath» (стр. 387—388) писал: «Возвращение Константина расторгло все союзные связи с Грецией и аннулировало все обязательства, кроме юридических. С Венизелосом мы приняли много обязательств. Но с Константином, никаких. Действительно, когда прошло первое удивление, чувство облегчения стало явным в руководящих кругах. Не было более надобности следовать антитурецкой политике»:30.
25 января/7 февраля 1921 года правительство монархистов возглавил франкофил Н. Калогеропулос:39, но его поездка в Париж не обеспечила поддержки.
8/21 февраля состоялась конференция союзников в Лондоне. Председательствующий Ллойд Джордж запросил информацию о обстановке на греческом фронте, о численности греческой армии, о возможности наступления вглубь Азии, о возможностях Греции содержать эти силы своими средствами. Калогеропулос заявил, что располагает 120 тысячами штыков и что если Греция получит мандат на установление порядка, то сумеет сделать это в течение 3-х месяцев. Французский премьер Бриан заявил, что не разделяет этого оптимизма. Французский генерал Гуро заявил, что греки могут послать на фронт не более 60 тысяч солдат, которые должны пройти 600 км из Смирны. Гуро заявил, что для принуждения к миру в Малой Азии необходимо иметь 27 дивизий, но у греков было всего 9 дивизий:39.
По прибытии турецких делегаций (султана и Кемаля), союзники, подписавшие Севрский мир, превратили конфронтацию Антанты — Турции в конфликт греков-Турции. Как пишет греческий историк Д. Фотиадис «из союзников они преобразились в арбитров»:42.
28 февраля/10 марта было подписано предварительное франко-турецкое соглашение, что позволило туркам перебросить силы на греческий фронт:31.
Итальянцы покинули Атталию, оставив Кемалю свой арсенал и снабжение:32.
Не находя решения в вопросе с греческим населением Ионии, в совсем иной геополитической обстановке, монархисты продолжили войну. Армия предприняла «Весеннее наступление» 1921 года, одержала тактические победы, но полного разгрома турок не достигла. После этого Калогеропулос, подал в отставку 22 марта/4 апреля 1921 года. 26 марта/8 апреля правительство возглавил Гунарис. Пост военного министра в новом правительстве принял Николаос Теотокис:48.

## Смирна
Правительство Гуанариса, стояло перед той же дилеммой. Радикальным решением было оставить, после переговоров, Ионию, чтобы спасти Восточную Фракию. Вторым решением было собрать войска вокруг Смирны. Но ненависть Гунариса против Венизелоса делала его более тщеславным, нежели он был в действительности. Если Венизелос был создателем «Великой Греции», то Гунарис должен был остаться в истории создателем «Величайшей Греции». Гунарис решил просить у свободной греческой нации, насчитывавшей тогда немногим более 4 миллионов человек, людские и материальные ресурсы, превышавшие её возможности. Кроме трёх призывов, не успевших принять участие в «Весеннем наступлении», были мобилизованы ещё три старых призыва:49.
Гунарис, в сопровождении Теотокиса и штабиста В. Дусманиса, прибыл в Смирну 15/26 апреля 1921 года. На встрече с командующим экспедиционной армией Малой Азии генералом Папуласом были обсуждены нужды армии для проведения масштабной операции. Визит в воинские части показал, что моральный дух соединений «Южного сектора», после греческих побед в Тумлу Бунар, был высоким. Напротив, в «Северном секторе», при награждении орденами, премьер и его военный министр услышали требования о демобилизации.
22 апреля/ 5 мая Гунарис и Теотокис вернулись в Афины и заявили, с полным убеждением, что новая военная кампания будет не только последней, но и кратковременной:53.

## Большое летнее наступление 1921 года
29 мая/11 июня король Константин, с принцами, Гунарисом, Теотокисом и штабными офицерами, на борту броненосного крейсера « Георгиос Аверофф» отправились в Смирну.
Среди населения города преобладали сторонники Венизелоса, но Константин был встречен с радостью.
От Венизелоса поступила информация о том, что союзники намерены предложить компромисс.
8/21 июня правительства Англии, Франции и Италии предложили Кемалю и Гунарису план перемирия.
План предусматривал закрепление Восточной Фракии за Грецией, вплоть до линии на расстоянии 60 км от Константинополя, и создание автономного региона вокруг Смирны, с правителем христианином.
План был отвергнут как Кемалем, так и, к удивлению Венизелоса, правительством Гунариса
Венизелос писал, что «он никогда бы не мог и подумать вести войну без поддержки союзников, тем более против их планов»:54.
Греческая армия предприняла «Большое летнее наступление» 1921 года, нанесла туркам поражение в самом большом сражении войны при Афьонкарахисаре-Эскишехире, но стратегический разгром кемалистов не состоялся. Турки отошли к Анкаре и правительство монархистов вновь встало перед дилеммой: что делать дальше:55-58.

## Большой военный совет в Кютахье
28 июля 1921 года, в занятой греческой армией с 5 июля Кютахье, состоялся «Большой военный совет».
В «Военном совете» приняли участие король Константин, премьер-министр Гунарис, военный министр Теотокис, начальник генштаба Дусманис, командующий экспедиционной армией Малой Азии генерал Папулас и другие высшие офицеры.
Несмотря на то что офицеры генштаба и командующий Папулас открыто или косвенно предрекали греческой армии поражение, если она будет преследовать турок вглубь Малой Азии «против элементарной военной логики», правительство решило продолжить кампанию восточнее реки Сакарья и занять Анкару. Правительство надеялось, что турецкая армия будет разгромлена и этим будет положен конец войне. Король Константин молчал на всём протяжении этого «Совета»:375.
Гунарис и Теотокис настаивали на продолжении наступления.
Правительство торопилось закончить войну и, не прислушиваясь к голосам сторонников оборонной позиции, приняло решение наступать далее. После месячной подготовки, которая и туркам дала возможность подготовить оборону, семь греческих дивизий форсировали реку Сакарья и пошли на восток. Греческая армия не смогла взять Анкару и в порядке отошла назад за Сакарью. Как писал греческий историк Д.Фотиадис «тактически мы победили, стратегически мы проиграли»:115.
Монархистское правительство удвоило подконтрольную ему территорию в Азии, но возможностями для дальнейшего наступления не располагало. Одновременно, не решив вопрос с греческим населением региона, правительство не решалось эвакуировать армию из Азии. Фронт застыл на год. Армия продолжала удерживать фронт «колоссальной протяжённости, по отношению к располагаемым силам», что согласно заявлению А. Мазаракиса, кроме политических ошибок, стало основной причиной последовавшей катастрофы:159.

## После похода на Анкару
Растянутый фронт давал возможность Гунарису заявлять в парламенте, что «Севрский мир присудил нам 16 тысяч квадратных км, в то время как сейчас мы контролируем 100 тысяч квадратных км». Но денег на продолжение войны не было. Сразу после этого заявления, Гунарис отправился к бывшим союзникам, по выражению Д. Фотиадиса, с «подносом попрошайки». По иронии истории, в день прибытия Гунариса в Париж 7/20 октября 1921 года, Анри Франклин-Бульон подписал в Анкаре соглашение, ставшее «надгробным камнем Севрского мира». Бриан даже отказал Гунарису в праве греческого флота производить досмотр судов у берегов Малой Азии:160.
В Лондоне атмосфера была более дружелюбной. Ллойд Джордж просил Гунариса продолжать удерживать Бурсу. Д. Фотиадис пишет что это объяснялось тем, что удерживая этот регион, греки прикрывали немногочисленные британские силы контролировавшие Черноморские проливы. Но займа британское правительство не предоставило, разрешив только Гунарису получить частный заём на бирже Лондона. Тот же Фотиадис пишет что Ллойд Джордж предоставил Гунарису «корзину, но пустую». В отчаянии Гунарис посетил Рим. Эта поездка, как и ожидалось, была безрезультатной:161.
Гунарис 3 месяца бесцельно ездил по западноевропейским столицам, вновь вернулся в Лондон, где его уже не принимали, и униженный вернулся 21 февраля 1922 года в Афины:164.
Международная обстановка была очевидной. Франция и Италия из союзников Греции официально стали союзниками Кемаля. Англия стала отходить и от моральной поддержки:163.
Финансовый тупик и невозможность содержать армию уже тогда могли "привести к катастрофе, если бы не «смелая инициатива Протопападакиса» с принудительным займом. Это дало правительству возможность продолжить войну ещё несколько месяцев:167.
29 апреля правительство Гунариса было вынуждено уйти в отставку. Чтобы избежать выборов, противоборствующие фракции монархистов согласились сформировать совместное правительство, во главе с министром финансов Протопападакисом. Новое правительство было сформировано 4/17 мая 1922 года. Теотокис сохранял пост военного министра:513:354.

## Расстрел
Правление монархистов завершилось поражением армии и резнёй и изгнанием коренного населения Ионии. Современный английский историк, Дуглас Дакин, винит в исходе войны греческое руководство, но не греческую армию, и считает, что даже в создавшихся неблагоприятных условиях, «как и при Ватерлоо, исход мог повернуться как в эту, так и в другую сторону»:357.
Последовало антимонархистское восстание греческой армии 11 сентября 1922 года. В октябре 1922 года, чрезвычайный военный трибунал, под председательством А. Отонеоса, приговорил к смерти на Процессе шести Димитриоса Гунариса, Петроса Протопападакиса, Николаоса Стратоса, Георгиоса Балтадзиса, Николаоса Теотокиса и Георгиоса Хадзианестиса:359.
Приговор был приведён в исполнение 15 ноября 1922 года.

## Сегодня
Внук Петроса Протопападакиса, своим обращением в 2008 году, просил пересмотреть дело своего деда. Двумя годами позже, в 2010 году Петрос Протопападакис юридически был оправдан. Косвенным образом, юридически (процессуально), были оправданы все расстрелянные по приговору Процесса шести.